# Mijaíl Baránov
Mijaíl Dmítrievich Baránov (en ruso: Михаил Дмитриевич Баранов; 21 de octubre de 1921 - 17 de enero de 1943) fue un piloto soviético de Segunda Guerra Mundial, quien durante las etapas iniciales de la Batalla de Stalingrado se transformó en el (hasta ese momento) máximo as soviético con 21 victorias aéreas (otras fuentes lo acreditan con 24). Murió en un accidente el 15 de enero de 1943 mientras probaba un caza Yak-1.

## Primeros años
Baránov nació el 21 de octubre de 1921 en la aldea de Gronye, in la Leningradskaya Oblast (Provincia de Leningrado). Después de finalizar el 9.º año de la escuela en 1937, fue a trabajar a la fábrica Kirov en Leningrado. Simultáneamente Baranov se unió a la DOSAAF, y tomó un curso de vuelo en el aeroclub central de Leningrad.
En octubre de 1938 Baranov se graduó como piloto, y lo hizo con calificaciones tan altas, que animado por las autoridades del aeroclub a continuar su carrera como piloto militar. Con semejante apoyo Baranov asistió a la Escuela Militar de Chugevkaya, donde de nuevo se graduó con las mejores notas en octubre de 1940 con el rango de Mladshiy Leytenant (2.º Teniente). Inicialmente fue asignado a servir en el 271.º IAP, desplegado en la Región Militar del Báltico, pero después fue enviado al 183.º IAP en Ucrania meridional.

## Segunda Guerra Mundial

### Primeras victorias
Pilotando un caza Yakovlev Yak-1, Baranov reclamò sus dos primeras victorias el 22 y el 28 de septiembre (un Bf.109 en cada una de estas fechas) pero ninguna pérdida alemana coincide con estos reclamos. Pero sus victorias el 30 de octubre de 1941 si tienen confirmación - ese día fue enviado a interceptar un Henschel Hs.126 escoltado por un cuarteto de Messerschmitts, el cual estaba realizando una misiòn de corrección artillera. Mijail Baranov habilidosamente logró tomarlos por sorpresa, y derribó ambos al Henschel y al Bf.109 líder. Más tarde ese mismo día derribó un bombardero Ju.88 bomber, cuya tripulación fue capturada. Los registros de la Luftwaffe confirman un 40% de daños en el Hs.126B-1 W.Nr. 3457 del 3.(H)/32, y la pérdida del Bf.109F-4 W.Nr. 5288 del Oberleutant Walter Höckner (Staffelkapitän del 6./JG 77, un experte con 68 victorias) y el Ju.88A-5 W.Nr. 4037 of 1./KG 77
Mijail Baranov repitió esta hazaña el 8 de noviembre de 1941, cuando de nuevo sorprendió y derribó a un corrector artillero Henschel y al líder de los Bf.109 de la escolta. - sus presas fuero probablemente el Hs.126B W.Nr. 3412 y el Bf.109F-4 del as con 27 derribos Oberleutnant Kurt Schade (Gruppenadjutant del III./JG 52). Poco después, en una fecha no especificada, Baranov fue abatido por cinco Bf.109 alemanes, y herido debió saltar detrás de las líneas enemigas. Pese a una pierna rota, pudo evadir las tropas nazis y alcanzó las líneas soviéticas. Recuperado de sus heridas, Baranov agregó un Ju.88 y otro Hs.126 a su tanteador los días 24 de diciembre de 1941 y el 17 de febrero de 1942 respectivamente.

### Batalla de Stalingrado
La unidad de Baránov -el 183.º IAP (Istrevitelnyy Aviatsionyy Polk = Regimiento de Aviación de Caza) de la 269.ª IAD (Istrevitelnaya Aviatsionnaya Diviziya = División de Aviación de Caza)- era parte del 8.º VA (Vozdushnaya Armiya = Ejèrcito Aéreo). Para mediados de julio de 1942 el 8.º VA tuvo que enfrentar el grueso del asalto de la Luftflotte 4, que apoyaba el avance del 6.º Ejército alemán hacia Stalingrado a lo ancho del codo del río Don.
De ese modo, entre los adversarios diarios de Baranov estaban los experimentados aviadores alemanes de unidades de caza de elite como la JG 3, el II./JG 52 y el I./JG 53, como asimismo los Ju.87 del StG 2. El 22 de julio Baranov reclamó derribar un Bf.109 (casi seguro el Bf.109F-4/R1 del Unteroffizier Johann Dowoby del 5./JG 52, quien murió), su primera victoria durante la Batalla de Stalingrado, seguida por un segundo Messerschmitt el día 24. El 25 de julio de 1942 el commandante de la Luftflotte 4, Wolfram Freiherr von Richthofen, envió a los Stuka de los I. y II./StG 2, escoltados por cazas italianos Macchi C.200, a suprimir los puntos fuertes soviéticos a lo largo del río Chir, y el 183.º IAP de Baranov despegó para interceptarlos. En el combate aéreo que prosiguió Mijail Baranov derribó un Stuka y un Macchi C.200 - probablemente el Ju.87D-3 del Oberleutnant Martin Möbus (Staffelkapitän del 4./StG 2, galardonado con la Cruz de Caballero) y el Macchi del Sottotenente Gino Lionello (21 Gruppo Caccia). Ambos aviadores del Eje fueron heridos.
Dos días más tarde. el 27 de julio, Baranov reclamó tres victorias más - dos cazas Messerschmitt y otro Stuka, seguido pronto por un tercer Ju.87 el 4 de agosto, y dos Bf.109 el día 5. En ese momento su tenteador era de 21.

### Combate aéreo del 6 de agosto de 1942
Al amanecer del 6 de agosto de 1942 tres Yak-1s del 183.º IAP despegaron para escoltar los Il-2s del 504.º ShAP, los cuales debían atacar blancos cerca de Abganerovo. Estos aviones estaban tripulados por Mijail Baranov y sus dos numerales el Leytenant Yudin y el Serzhant Savinov. Casi alcanzado el objetivo encontraron dos docenas de Stukas escoltados por cuatro Messerschmitts. Baranov realizó un ataque frontal, derribando a uno de los Bf.109s. Mientras sus numerales mantenían a raya a los restantes cazas alemanes, Baranov persiguió a los Ju.87 y derribó uno (la tripulación fue capturada), obligando a los restantes a arrojar sus bombas prematuramente. Baranov y sus numerales regresaron con los Il-2 justo a tiempo para salvarlos de otro grupo de Bf.109. Baranov se las arregló para derribar dos de ellos, pero entonces se quedó sin munición mientras atacaba a un tercero, chocando entonces intencionalmente contra este Bf.109 (este tipo de eventos es conocido en ruso como taran). Su hazaña tuvo un precio - una de sus piernas fue severamente herida.
No menos de dos de sus víctimas ese día puede corroborarse - el Ju.87D-3 W.Nr. 2293 del Unteroffizier Herbert Oswald (4./StG 2, POW) y el Bf.109G-2 W.Nr. 13480 del as con 8 derribos Leutnant Hans Röhrig (3./JG 53, Röhrig después reclamaría 67 victorias más, alcanzado 75). Otras pérdidas alemanas coinciden con los reclamos de Baranov, pero la Luftwaffe las acredita a accidentes o abatidos por el fuego antiaéreo.
Mijail Baranov no fue solo importante como cazador, sino también como líder: inspiró a sus hombres un espíritu de lucha. Debido a él los pilotos del 183.º IAP solos se anotaron 35 victorias desde el 1.º de julio al 8 de agosto de 1942, mientras que los restantes cuatro regimientos de la 269.ª IAD (6.º, 148.º, 254.º y 864.º IAP) reclamaron en total 32. En el lado del debe, en ese mismo perìodo el 183.º IAP perdió 12 Yak-1 (la división completa perdió 47 Yaks y LaGGs).
El 12 de agosto Baranov fue galardonado con la Zolotaya Zvezda (Estrella Dorada), recibiendo el Título de Geroy Sovietskogo Soyuza (Héroe de la Unión Soviética) y la Orden de Lenin. Transformado en un héroe nacional, llevó a cabo varios "tours" a aeródromos del frente, escuelas de entrenamiento y fábricas para alzar la moral de la nación.

## Muerte Trágica
Hacia fines de 1942 Baranov se había recuperado de las heridas de su pierna, y se le permitió regresar para que volara en misiones de combate. Entonces fue elegido por el comandante regimental Lev Lvovich Shestakov para ser miembro de su unidad compuesta totalmente por ases, el 9.º GIAP. El 15 de enero de 1943, mientras probaba un nuevo Yak-1 recientemente llegado desde fábrica, este sufrió un problema en el regulador de revoluciones R-7, y tuvo que realizar un aterrizaje de emergencia. Pidió permiso para pilotar otro Yak-1, y entonces, mientras realizaba figuras acrobáticas a 3.000 metros de altura, de repente su avión invirtió y cayó a tierra, matando al piloto. La causa es aún desconocida.

## Lista de victorias
| Fecha (dd.mm.yyyy) | Unidad soviética | Avión que voló | Avión enemigo           | Tripulación y Destino            | Unidad del Eje |
| ------------------ | ---------------- | -------------- | ----------------------- | -------------------------------- | -------------- |
| 22.09.1941         | 183 IAP          | Yak-1          | Bf.109                  |                                  | Luftwaffe (**) |
| 28.09.1941         | 183 IAP          | Yak-1          | Bf.109                  |                                  | Luftwaffe (**) |
| 30.10.1941         | 183 IAP          | Yak-1          | Hs.126B-1 W.Nr.3457     | Desconocida (40% de daños)       | 3.(H)/32       |
| 30.10.1941         | 183 IAP          | Yak-1          | Bf.109F-4 W.Nr.5288     | Walter Höckner (68 derribos)     | 6./JG 77       |
| 30.10.1941         | 183 IAP          | Yak-1          | Ju.88A-5 W.Nr.4037      | 4 POWs                           | 1./KG 77       |
| 2.11.1941          | 183 IAP          | Yak-1          | Hs.126 W.Nr.3186        | A. Siegel - WIA (50% de daños)   | 3.(H)/13       |
| 8.11.1941          | 183 IAP          | Yak-1          | Hs.126B W.Nr.3412       | Desconocida (85% dado de baja)   | 1.(H)/23       |
| 8.11.1941          | 183 IAP          | Yak-1          | Bf.109F-4 W.Nr. 7183    | Kurt Schade (27 derribos)        | III./JG 52     |
| 24.12.1941         | 183 IAP          | Yak-1          | Ju.88A-5 W.Nr.3122      | 4 MIAs                           | Wekusta 7      |
| 17.02.1942         | 183 IAP          | Yak-1          | Hs.126                  |                                  | Luftwaffe (**) |
| 22.07.1942         | 183 IAP          | Yak-1          | Bf.109F-4/R1 W.Nr.13252 | Johann Dowoby - KIA              | 5./JG 52       |
| 24.07.1942         | 183 IAP          | Yak-1          | Bf.109                  |                                  | Luftwaffe (**) |
| 25.07.1942         | 183 IAP          | Yak-1          | Ju.87D-3 W.Nr.2280      | Martin Möbus - WIA (as de Stuka) | 4./StG 2       |
| 25.07.1942         | 183 IAP          | Yak-1          | Macchi C.200            | Gino Lionello - WIA              | 21.º Gruppo    |
| 27.07.1942         | 183 IAP          | Yak-1          | Bf.109                  |                                  | Luftwaffe (**) |
| 27.07.1942         | 183 IAP          | Yak-1          | Bf.109                  |                                  | Luftwaffe (**) |
| 27.07.1942         | 183 IAP          | Yak-1          | Ju.87                   |                                  | Luftwaffe (**) |
| 4.08.1942          | 183 IAP          | Yak-1          | Ju.87                   |                                  | Luftwaffe (**) |
| 5.08.1942          | 183 IAP          | Yak-1          | Bf.109G-2 W.Nr.14163    | Desconocida (20% de daños)       | I./JG 53       |
| 5.08.1942          | 183 IAP          | Yak-1          | Bf.109                  |                                  | Luftwaffe (**) |
| 6.08.1942          | 183 IAP          | Yak-1          | Bf.109G-2 W.Nr.13480    | Hans Röhrig (75 derribos)        | 3./JG 53       |
| 6.08.1942          | 183 IAP          | Yak-1          | Ju.87D-3 W.Nr.2292      | Herbert Oswald - POW             | 4./StG 2       |
| 6.08.1942          | 183 IAP          | Yak-1          | Bf.109                  |                                  | Luftwaffe (**) |
| 6.08.1942          | 183 IAP          | Yak-1          | Bf.109                  |                                  | Luftwaffe (**) |
| 6.08.1942          | 183 IAP          | Yak-1          | Bf.109 (por taran)      |                                  | Luftwaffe (**) |

(**) = Reclamo que no coincide con una pérdida alemana en combate aéreo.
Nota: En muchas de las fecha en que Baranov hizo sus reclamos pero no se informó de pérdidas en combate aéreo, de hecho la Luftwaffe sufrió pérdidas, pero las acredita a accidentes o a la artillería antiaérea.
- POW = Prisoner of War, Prisionero de Guerra
- MIA = Missing en Action, Desaparecido en Acción
- KIA = KIlled in Action, Muerto en Acción
- WIA = Wounded in Action, Herido en Acción

### Listas relacionadas
- Lista de ases de la aviación de la Segunda Guerra Mundial de la Unión Soviética